# Adam Krechowiecki (lekarz)
Adam Krechowiecki (ur. 15 listopada 1913 we Lwowie, zm. 8 października 1991 w Szczecinie) – lekarz specjalista w dziedzinie anatomii prawidłowej, nauczyciel akademicki i naukowiec.

## Życiorys
Studia ukończył w 1938 roku na Wydziale Lekarskim Uniwersytetu Jana Kazimierza we Lwowie. Był uczniem profesorów Jana Czekanowskiego i Józefa A. Markowskiego. Jeszcze przed ukończeniem studiów pracował w Zakładzie Anatomii Opisowej, kierowanym przez prof. Markowskiego.
W czasie II wojny światowej był członkiem zespołu laboratorium Rudolfa Weigla (1883-1957), wytwarzającym szczepionki przeciw durowi plamistemu metodą sztucznego zakażenia wszy. W 1941 roku zakład został włączony do wojskowego Instytutu Badań nad Tyfusem Plamistym i Wirusami.
W pierwszych latach po wojnie Adam Krechowiecki pracował na Uniwersytecie Marii Curie–Skłodowskiej w Lublinie (1945), a następnie (1946–1949) brał aktywny udział w tworzeniu Zakładu Anatomii i Neurobiologii w Gdańskim Uniwersytecie Medycznym. W tym okresie wykonał i obronił pracę doktorską (1947).
W 1949 roku przeniósł się do Szczecina, gdzie włączył się do tworzenia Pomorskiej Akademii Medycznej (PAM) i objął Katedrę Anatomii Prawidłowej. Prowadził badania naukowe w zakresie prymatologii zmienności układu naczyniowego, budowy kośćca, anatomii porównawczej i antropologii. Opublikował ponad 100 prac naukowych i dydaktycznych – podręcznik "Zarys anatomii człowieka" (1958) był wielokrotnie wznawiany. Stopień naukowy doktora habilitowanego nauk medycznych uzyskał w 1953 roku, a stanowiska profesora nadzwyczajnego i zwyczajnego objął w latach, odpowiednio: 1962 i 1975.
Prof. Adam Krechowiecki pełnił funkcję dziekana Wydziału Lekarskiego PAM w latach 1962–1971 i 1956–1962 i rektora PAM w latach 1962–1971.
Był członkiem Polskiego Towarzystwa Anatomicznego, Polskiego Towarzystwa Przyrodników im. Kopernika oraz współorganizatorem i członkiem Szczecińskiego Towarzystwa Naukowego.